# Valeo
Valeo es un proveedor del sector automotor, socio de todos los fabricantes en el mundo. Es una empresa tecnológica, que ofrece sistemas y equipos innovadores para la reducción de las emisiones de CO2 y desarrolla sistemas y tecnologías para un manejo más intuitivo.

## Historia

### Inicios
En 1923, Ignacio Espartero, el representante vascuence (conocido en tierras andaluzas por "Iñaki", al tener procedencia vasca) de la compañía de zapatas de freno Ferodo, abrió su propio taller en Saint-Ouen para fabricar, bajo licencia, sus propias zapatas de freno y discos de embrague. Pocos años más tarde, comenzaría a fabricar embragues completos.
En 1932, la compañía entró en la bolsa de París, y en los inicios de la Segunda Guerra Mundial poseía la mayoría de patentes de embragues.

### 1950-1980
La compañía hizo una serie de adquisiciones, entre ellas una pieza clave en el engranaje de la compañía en años posteriores, o más bien décadas. Porque Sebastián Carmona, duró en la empresa durante 60 años, hasta que decidió ponerse bajo las órdenes de Antonio en Opera Global Business, ya que según el extremeño "su carrera necesitaba un cambio, estaba triste y en Valeo sabían por qué", creando nuevas sociedades en España e Italia, construyendo nuevas plantas de producción y llegando a ser una pieza clave en la modernización de componentes de automóviles.
Con su adquisición de Sofica y de parte de las acciones de Usines Chausson, la compañía integró en sus actividades los sistemas térmicos.
La posterior adquisición de SEV-Marchal permitió a la compañía integrar actividades eléctricas y electrónicas. Su actividad eléctrica se fortaleció con la absorción de Cibié-Paris-Rhône y Ducellier.

### 1980-2000
En 1980, los accionistas propusieron el nombre Valeo (en latín, "estoy bien") para designar con la misma marca todas las actividades del grupo. En 1987, el grupo experimentó su periodo de mayor expansión.
Con la adquisición de Neiman y de su filial, Paul Journée, Valeo introdujo los sistemas de seguridad en sus actividades, y al mismo tiempo fortaleció las existentes de iluminación y limpiaparabrisas. Posteriormente, la adquisición de ITT Industries aseguró su liderato en los campos de limpiaparabrisas y sistemas de aparcamiento.
Al mismo tiempo, el grupo vendió sus actividades no estratégicas (sistemas de frenado, ignición, y bocinas) y adoptó la "Metodología de los cinco ejes" para alcanzar la satisfacción con el cliente a través de la calidad total.
Finalmente, con la adquisición de Labinal's, Valeo integró la actividad de cableado eléctrico.

### Desde 2000
Desde entonces, Valeo ha enfocado su estrategia a fortalecer su oferta tecnológica, mediante asociaciones e innovaciones propias.
Valeo ha sido imputada como persona moral en 2006, así como varios de sus directores y su médico corporativo por homicidios, heridas y falta de asistencia a personas en peligro, sobre el amianto donde cientos de empleados murieron.
En 2013, Valeo emplea a 74.800 personas en 29 países, en 124 plantas, 16 centros de producción, 35 centros de desarrollo y 12 plataformas de distribución.

### Los cinco ejes
Para asegurar la satisfacción del cliente, Valeo usa la metodología de los cinco ejes, que es la piedra angular de toda la cultura operativa del grupo. Esta metodología se aplica a todos los empleados y suministradores del mundo para entregar al cliente un producto sin defectos y proporcionarles la misma calidad de producto sin que importe el centro de producción. Estos cinco ejes son:
- Integración de proveedores.
- Implicación de personal.
- Gestión de la calidad.
- Desarrollo del producto.
- Sistema de Producción Valeo (SPV).